# Claudia Olsen

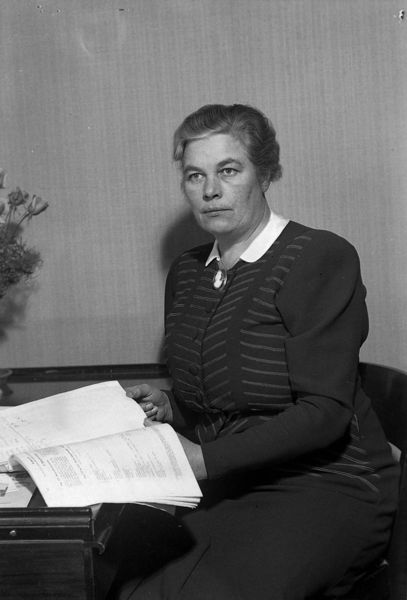
Claudia Olsen, 1946

Claudia Ambrosia Olsen (* 22. September 1896 in Tønsberg; † 9. November 1980 ebenda) war eine norwegische Politikerin der konservativen Partei Høyre. Von 1945 bis 1961 war sie Abgeordnete im Storting, wo sie als erste Frau den Vorsitz eines Parlamentsausschusses innehatte.

## Leben
Olsen wuchs als Tochter des Seemanns Andreas Olsen und dessen Ehefrau Tellefine Christensen in Tønsberg auf. Von 1917 bis 1918 besuchte Olsen eine Handelsschule, anschließend arbeitete sie bis 1927 als Buchhalterin und Sekretärin. Ab 1927 war sie als Kassiererin in Tønsberg anstellt. Olsen engagierte sich in dieser Zeit auch lokalpolitisch und war in den Jahren 1928 bis 1931 sowie erneut von 1933 bis 1945 Stadträtin in Tønsberg. Während des Zweiten Weltkriegs war sie in der Nothilfe engagiert.
Bei der Parlamentswahl 1945 zog Claudia Olsen erstmals in das norwegische Nationalparlament Storting ein. Dort vertrat sie zunächst Teile der Provinz Vestfold, ab 1954 die gesamte Provinz. Sie war als erste Frau für den Wahlkreis in das Storting gewählt worden. Nach ihrem Einzug in das Parlament im Jahr 1945 wurde sie Mitglied im Gesundheitsausschuss und wurde zu dessen Vorsitzender gewählt. Olsen war damit die erste Frau, die den Vorsitz eines Stortingsausschusses erhielt. Nach der Wahl 1949 wechselte sie in den Sozialausschuss und wurde dessen stellvertretende Vorsitzende. Auch nach den Stortingswahlen 1953 und 1957 verblieb sie jeweils im Sozialausschuss, sie war fortab allerdings einfaches Mitglied. Zwischen Januar 1950 und September 1961 war sie zudem Teil des Fraktionsvorstandes der Høyre-Gruppierung. Bei der Parlamentswahl 1961 trat sie nicht erneut an.
Im Jahr 1954 wurde sie zur stellvertretenden Vorsitzenden der Høyre gewählt. Sie blieb bis 1958 im Amt. Anschließend war sie bis 1966 Leiterin der Frauenverbindung der Partei. Neben ihrer Tätigkeit für ihre Partei war sie bereits von 1946 bis 1953 Vorsitzende der Frauenorganisation Norske Kvinners Nasjonalråd.

## Auszeichnungen
- 1961: Sankt-Olav-Orden (Ritter 1. Klasse)
- Wasaorden (Kommandeur)
- Forsvarsforeningens hederstegn